# Louis Monast
Louis Monast, född 1 juli 1863 i Provinsen Kanada (i nuvarande Québec), död 16 april 1936 i Pawtucket i Rhode Island, var en amerikansk politiker (republikan). Han var ledamot av USA:s representanthus 1927–1929.
Monast efterträdde 1927 Jeremiah E. O'Connell som kongressledamot och efterträddes 1929 av företrädaren O'Connell.
Monast är begravd på Notre Dame Cemetery i Pawtucket i Rhode Island.